# 小口千明
小口 千明（おぐち ちあき、1953年 - 2021年4月27日）は、日本の地理学者。筑波大学名誉教授。博士（文学）。

## 略歴
1953年山梨県出身。1977年、愛媛大学法文学部文学科卒業。1990年、筑波大学大学院歴史・人類学研究科単位取得退学。1984年、城西大学講師（1987年より助教授）。1987年、「相対的環境観の歴史地理学的研究」で筑波大学博士（文学）。1994年、筑波大学助教授、のちに教授。2019年3月、定年退官。名誉教授。2021年4月27日、肺がんのため死去。叙従四位、瑞宝小綬章追贈。

## 著書
- 『日本人の相対的環境観 「好まれない空間」の歴史地理学』古今書院、2002年

### 共編著・訳書
- 『生活文化の地理学』（清水克志と共編著）古今書院、2019年